# Mošeja Kul Šarif
Mošeja Kul Šarif (tatarsko Кол Шәриф мәчете, latinizirano: Qol Şärif mäçete; rusko Мечеть Кул-Шариф) se nahaja v Kazanskem kremlju, v ruski republiki Tatarstan. V času gradnje je bila ena največjih mošej v Rusiji in v Evropi zunaj Istanbula.

## Zgodovina
Prvotno je bila mošeja v Kazanskem kremlju zgrajena v 16. stoletju. Ime je dobila po Kul Šarifu, ki je bil tam verski učenjak. Kul Šarif je s svojimi številnimi učenci umrl med obrambo Kazana pred ruskimi silami leta 1552. Verjamejo, da so bili v stavbi minareti v obliki kupol in šotorov. Njegova zasnova je bila tradicionalna za Volško Bolgarijo, čeprav bi lahko bili uporabljeni tudi elementi zgodnje renesanse in osmanske arhitekture. Leta 1552 je med obleganjem Kazana mošeji uničil Ivan Grozni.
Več držav je prispevalo v sklad, ki je bil ustanovljen za obnovo mošeje Kul Šarif, med njimi Savdska Arabija in Združeni arabski emirati. Danes mošeja služi pretežno kot muzej islama. Hkrati se med večjimi muslimanskimi praznovanji tam zbere na tisoče ljudi, da bi molili.
Kompleks Kul Šarif je bil pomemben temeljni kamen v arhitekturni krajini Kazana. Poleg glavne zgradbe mošeje vključuje knjižnico, založbo in imamovo pisarno.